# Avril 1868

## Événements
- 1er avril : début du règne de Ranavalona II, reine de Madagascar (fin en 1883).
  - Rainilaiarivony et la reine Ranavalona II se convertissent au protestantisme, sous l’influence des Britanniques (1869). Le Premier ministre entreprend alors plusieurs réformes, en particulier celle de l’armée.
- 6 avril : 
  - Traité de Fort Laramie ; fin de la première guerre des Sioux aux États-Unis.
  - Le jeune empereur du Japon prête un « Serment en cinq articles » définissant les nouvelles orientations du régime : ouverture du pays et modernisation des structures.
- 7 avril : le député canadien Thomas D'Arcy McGee, partisan de la confédération, est assassiné à Ottawa, en Ontario, par un Fenian irlandais, Patrick Whelan.
- 9 avril : début de la bataille de Magdala.
- 13 avril : Magdala est prise d’assaut. Le négus Théodoros II se suicide d’une balle d’un pistolet offert par la reine Victoria. La ville est incendiée. En quittant l’Éthiopie, Napier laisse des armes et des munitions au ras du Tigré, qui peut ainsi imposer son autorité.
- 27 avril : inauguration du Parlement douanier allemand à Berlin. Il est issu des accords commerciaux entre la Confédération de l'Allemagne du Nord et les États allemands du Sud. L’Autriche n’est pas concernée.
  - Les États d’Allemagne du Sud s’opposent à une motion d’unité proposée au Zollparlament.

## Naissances
- 1er avril : Edmond Rostand, écrivain français (Cyrano de Bergerac, l'Aiglon, Chantecler) († 2 décembre 1918).
- 14 avril : Peter Behrens, architecte, peintre, graveur, designer et typographe allemand († 27 février 1940).
- 20 avril : Carl von Kraus, philologue autrichien († 9 avril 1952).
- 27 avril : James Kidd Flemming, Premier ministre du Nouveau-Brunswick.
- 28 avril : Émile Bernard, peintre et écrivain français († 16 avril 1941).

## Décès
- 7 avril : Thomas D'Arcy McGee, Politicien et père de la confédération. Il fut assassiné.
- 25 avril : Isami Kondô (35 ans), chef du Shinsen Gumi, guerrier japonais, à Itabashi (° 1834).